# Bertrand de Romans
Bertrand de Romans (* um 1515 in Figanières; † 19. März 1579 in Fayence) war ein französischer Bischof.

## Leben und Karriere
Bertrand de Romans (italienisch: Bertrando de Romanis) wurde 1546 zum Priester geweiht. Er war Doktor der Rechtswissenschaft (zivil und kanonisch). Ab 1555 war er Prévôt (Vorsteher des Domkapitels) im Bistum Glandèves. Nach dem Amtieren mehrerer italienischer Bischöfe kam es 1565 im Bistum Fréjus erstmals zur Anwendung des Konkordats von 1516, das die Ernennung des Bischofs durch den französischen König vorsah. Nachdem der auf Platz eins der Dreierliste stehende Kandidat verstorben war, kam als Zweitplatzierter Bertrand de Romans zum Zuge. Er wurde am 6. Januar 1567 in der Kathedrale von Fréjus geweiht. Seine zwölfjährige Amtsführung stand ganz im Zeichen des Bürgerkriegs zwischen Katholiken und Protestanten, der auch im Bistum Fréjus wütete. Als er 1579 starb, wurde er in der Pfarrkirche von Fayence beigesetzt.